# 三橋くん
三橋くん（みつはしくん、2001年11月12日 - ）は、日本の女性コスプレイヤー、グラビアアイドル。GDL Entertainment所属。

## 略歴
レース場で働くエンジニアの父と元レースクイーン、グラビアアイドルである母との間に生まれる。きょうだいには妹、弟がいる。中学生のころからコスプレを始める。
大学では薬学部で学びながら青年誌のグラビアやイベントの公式コスプレイヤーなどで活動。グラビア活動を始めるにあたり両親に反対されることはなかったが、「大事なところは出さないでくれと念を押されている」と話している。薬学部を目指したのは漫画『Dr.STONE』の影響から。
2023年1月よりGDL Entertainmentに所属。

## 人物
中学まで留学しており英語を得意としている。戦闘機ファンであり、F-1からF-35の愛称を全て言うことができる。これは幼少時に父親に連れられて自衛隊基地航空祭に行ったことがきっかけである。

## 芸名
芸名の「三橋くん」は中学3年生の時につけたコスプレネームに由来する。友人2人が「四」がつく名前で、もうひとりが「五」がつく名前にしていたこと、ひらがなにしてもかわいいと思ったことから名字にしていた。
高校3年生の時に「三橋」に改名したが検索に引っかからなかったことから「三橋くん」に改名。芸名から男性やニューハーフに間違われることも多いが、「印象に残らない名前にするよりはインパクトでいこうと」決めた。なお、2023年2月ごろまでは「三橋くん。」を正式な表記としていた。